# 皇家賭場
皇家賭場（英語：Casino Royale）是美國內華達州拉斯維加斯賭城大道東側的一所小型賭場旅館，位於哈拉斯酒店與威尼斯人酒店之間。賭場主要針對低端消費市場，特色是他們的輪盤、花旗骰和廿一點都設有較低的最低投注額。賭場經常會招聘一些人在街上派優惠券作招倈，而且本身的營業額亦頗依賴在街上傳銷這宣傳方式。皇家賭場後面的停車場是拉斯維加斯大道上其中一個最方便以及最接近大道的泊車好地方。
皇家賭場亦是全拉斯維加斯唯一的賭場容許花旗骰在任何時間都有100倍的特別派彩賠率。

## 歷史
在這位置上第一座建築物是「法蘭．莫索餐廳」（Frank Musso's Restaurant），位於昔日的金沙娛樂場隔鄰。莫索這餐廳是經營在一九五零至六零年代左右的時間，之後就被改建為「喬伊的紐約人夜總會」（Joey's New Yorker Night Club），再之後就轉型成「諾布凱爾賭場」（Nob Hill Casino），該賭場始建於1978年，爾後在1990年結業。
在1992年1月1日，賭場以「皇家賭場」的名義重新開始營業，並購下位於毗鄰的旅館作為提供客房的用途。由於前身的諾布凱爾賭場在八十年代是以低消費、輕鬆娛樂的賭場聞名於大道上，故此皇家賭場亦承襲了這一傳統，繼續提供低消費的博彩耍樂予顧客。

## 外部連結
- 皇家賭場[永久]
- 拉斯維加斯大道的歷史 （页面存档备份，存于）